# 柳沢太介
柳沢 太介（やなぎさわ だいすけ、1990年6月7日 - ）は日本の俳優。愛知県出身。11歳よりドラマや映画に出演。ホリプロ・インプルーブメント・アカデミー（養成所）所属。

## 出演

### ドラマ
- 北京バイオリン（2007年4月-9月：NHK衛星第2で毎週木曜日午後11時台、2007年10月-2008年3月：NHK総合で毎週土曜日午後11時台） - テレビドラマ版の吹き替え（嘉央桑珠役）
- 水戸黄門第38部（2008年2月4日、TBS） - 第5話（源六役）
- 学校じゃ教えられない!（2008年7月15日-、日本テレビ） - レギュラー出演（長崎きよし役）

### 映画
- アイランドタイムズ（2006年、めざましムービー第3弾） - 主演（昌治役）

### 舞台
- リチャード三世（2003年12月5日 - 12月28日、日生劇場） - 王子エドワード役